# بقليدس

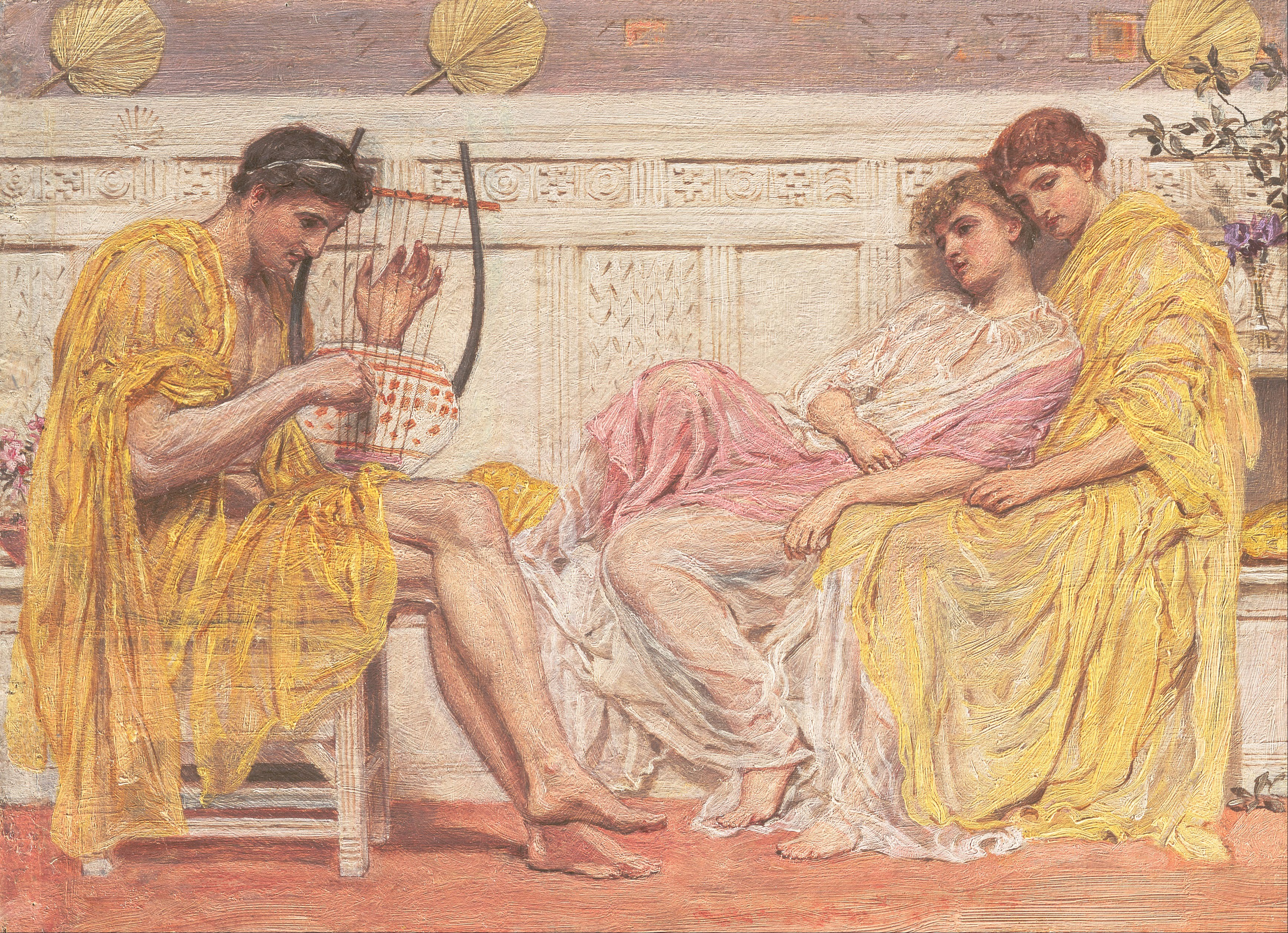
لوحة منسوبة لبقلديس مرسومة من قبل ألبرت جوزيف مور

بقليدس (باليونانية: Βακχυλίδης)‏ هو شاعر غنائي يوناني يعتبر ضمن لائحة الشعراء الغنائيين الإغريق مع سيمونيدس، إتخذ من الأناقة والصقالة نظاماً لشعره، وقد تم تأسيس مدرسة بإسمه من قبل معلم البلاغة لونجينوس، عاش بقليدس في القرن الخامس قبل الميلاد، قارنه الأكاديميين مع الشاعر بندار الذي عاش في زمنه أيضاً.

## روابط خارجية
- بقليدس على موقع الموسوعة البريطانية (الإنجليزية)